# Bilibili
Pour les articles homonymes, voir Bilibili (homonymie).
Bilibili (chinois simplifié : 哔哩哔哩 ; pinyin : bìlībìlī, également stylisé en bilibili et surnommé B站, B Zhàn, « Site B ») est un site de partage de vidéos sur le thème des fandom d'anime, de manga et de jeux vidéo basé en Chine (appelé ACG (zh)), où les utilisateurs peuvent soumettre, visionner et ajouter des commentaires qui s'affichent sur les vidéos. bilibili utilise un lecteur Adobe Flash ou HTML5, qui peut être basculé manuellement, pour lire des vidéos proposées par des utilisateurs hébergés par le site lui-même ou des sources tierces, tout en disposant d'un système de sous-titrage superposé en temps réel pour une expérience de lecture interactive.
Avec le nombre croissant de visiteurs sur bilibili, il a été décidé d'étendre ses fonctionnalités. Mis à part les thèmes prédominants, bilibili propose désormais des vidéos de différents domaines, y compris la musique, la danse, la science et la technologie, le divertissement, le cinéma, le théâtre, la mode, la vie quotidienne et même les films publicitaires. bilibili fournit également un service de diffusion en direct où le public peut interagir avec les streamers.
Outre les vidéos, bilibili offre également un service de jeux vidéo, principalement des jeux mobiles dans le thème de l'ACG tels que la version chinoise de Fate/Grand Order.
Inspiré par les sites similaires de partage de vidéos Nico Nico Dōga et AcFun, le fondateur de bilibili, Xu Yi (chinois simplifié : 徐逸 ; pinyin : Xú Yì, connu sous le pseudonyme « ⑨bishi »), a créé un prototype du site web nommé Mikufans.cn après l'obtention de son diplôme d'études supérieures en trois jours. Relançant le site le 24 janvier 2010 sous le nom de bilibili, il fonde en 2011 une start-up, Hangzhou Huandian Technology, pour gérer le développement et l'exploitation de bilibili.

## Histoire
Xu Yi était un utilisateur d'AcFun en 2009. Il était insatisfait à cause de l'instabilité du service et a décidé de créer une alternative par plaisir. Il a passé trois jours à créer un prototype de site Web nommé Mikufans.cn en tant que communauté fandom de Hatsune Miku. Comme le site s'est développé, Xu Yi a remodelé le site pour se spécialiser dans le partage de vidéos et l'a relancé le 14 janvier 2010 avec le nom bilibili (bilibili.us), qui est le surnom du personnage de Mikoto Misaka de la série A Certain Magical Index pour son pouvoir électrique et son caractère. bilibili nomme également plusieurs de ses fonctionnalités en référence à cette série, telles que l'action de donner une « pièce » à un utilisateur en tant que contribution, ce qui est une référence à Mikoto Misaka et son action de prédilection à utiliser des pièces pour réaliser ses tirs électriques. En plus de cela, le site célèbre l'anniversaire de Mikoto Misaka sur sa page d'accueil tous les 2 mai.
En 2011, le nom de domaine de bilibili (bilibili.us) a été révoqué en raison de l'application des restrictions .us par le Bureau d'enregistrement. En conséquence, bilibili est passé à bilibili.tv le 25 juin 2011. Par la suite, fin 2011, Xu Yi a fondé la start-up Hangzhou Huandian Technology (幻电, huàndiàn, « électricité magique ») basée à Hangzhou dans la province du Zhejiang pour une meilleure expansion et exploitation de bilibili.
En avril 2012, bilibili a conclu un accord avec Niconico pour la webdiffusion des derniers épisodes de l'anime Fate/Zero diffusé depuis le 7 avril. Cependant, ce programme a été censuré et a reçu l'ordre de s'arrêter après trois épisodes, pour avoir été signalé comme une opération non autorisée de services de diffusion audio-vidéo sur Internet. Sa société d'exploitation, Hangzhou Huandian Technology, a été sanctionnée administrativement et condamnée à une amende de 10 000 yuans par le gouvernement local.
En août 2012, bilibili a commencé à afficher des logos sur sa page d'accueil pour indiquer son affiliation avec l'entreprise publique Shanghai Media Group et partager l'utilisation de diverses licences de fournisseurs de contenu dans l'espoir d'éviter un risque juridique futur. Pendant ce temps, les visiteurs anonymes de bilibili.tv ont été redirigés vers un sous-domaine de la filiale Broad Band de Shanghai Media Group (bilibili.smgbb.cn).
Le chiffre d'affaires de bilibili, qui s'élève à 379,4 millions de dollars en 2017, est réparti en quatre domaines: les jeux mobiles, qui ont rapporté 316,34 millions de dollars soit 83,4 % du CA; les diffusions en direct et les services à valeur ajoutée (frais d'adhésion, ventes de contenus vidéo et articles virtuels), totalisant 27,11 millions de dollars (7,1 %); les recettes publicitaires avec 24,46 millions de dollars (6,5 %); et le reste (ventes par correspondance et événements hors ligne), représentant 11,46 millions de dollars (3,0 %).
Rapporté par Bloomberg Technology en octobre 2017, la plateforme prévoyait une introduction en bourse aux États-Unis en 2018. C'est à partir du 28 mars 2018 qu'elle est cotée au NASDAQ dont sa capitalisation boursière au moment de son entrée en bourse était de 3,13 milliards de dollars.
En septembre 2019, bilibili a été découvert en train de louer illégalement des serveurs à Taïwan. La Commission nationale des communications (en) a demandé au fournisseur Chief Telecom de cesser de louer des locaux à bilibili immédiatement après la révélation du problème par un groupe de réflexion basé à Taïwan. Les services de vidéo à la demande chinois ne sont pas autorisés à opérer sur l'île en raison de problèmes de sécurité nationale.
Le 9 avril 2020, Sony Corporation of America a annoncé qu'elle allait acquérir une participation minoritaire de 4,98% dans bilibili pour 400 millions de dollars, évaluant la société à 8 milliards de dollars. Une fois l'accord conclu, Sony et bilibili signeront un accord pour étendre les jeux mobiles et anime sur le marché chinois.
En avril 2021, Bilibili annonce l'acquisition d'une participation de 24 % dans Yoozoo Games pour 765 millions de dollars.

### Fuite de code source
En avril 2019, un référentiel appelé « Bilibili website backend codes », avec un grand nombre de noms d'utilisateurs et de mots de passe, a été publié sur GitHub. Le référentiel, qui comptait plus de 50 Mo de code source, a été supprimé par GitHub en raison d'une « utilisation excessive des ressources ». Le référentiel a accumulé plus de 6 000 étoiles en quelques heures seulement. Cependant, des copies du référentiel peuvent toujours être trouvées sur GitHub et d'autres plates-formes. bilibili a répondu que les codes divulgués provenaient d'une ancienne version de leur site web et qu'ils avaient pris « des mesures défensives pour s'assurer que l'accident ne compromettrait pas la sécurité des données des utilisateurs ».

## Actionnaires
Liste des principaux actionnaires au 15 avril 2020 :
| IDG Capital Partners Co., Ltd.       | 7,57% |
| Hillhouse Capital Advisors Ltd. (en) | 4,24% |
| Alibaba Group Holding Ltd.           | 4,15% |
| Yiheng Capital, LLC                  | 3,37% |
| D1 Capital Partners LLC              | 2,79% |
| RWC Asset Advisors (US) LLC          | 2,75% |
| Wells Fargo & Company                | 2,70% |
| FMR, LLC                             | 2,42% |
| Jericho Capital Asset Management LP  | 2,39% |
| First Manhattan Company (en)         | 1,30% |

## Fonctionnalités
Hormis l'hébergement de contenu vidéo, la fonction principale de bilibili est un système de sous-titrage de commentaires en temps réel qui affiche les commentaires des utilisateurs sous forme de flux de sous-titres superposés sur l'écran de lecture vidéo, ressemblant visuellement à un jeu vidéo de tir danmaku. Ces sous-titres sont appelés « danmaku », (弹幕, dànmù, « Tir de barrage »). Ils sont diffusés simultanément à tous les spectateurs en temps réel, créant ainsi une expérience de conversation dans laquelle les utilisateurs ont envie de regarder et de jouer avec les autres. Ce système offre aux utilisateurs divers contrôles de sous-titres, y compris le style, le format et le mouvement. Les utilisateurs aiment également créer des sous-titres traduits et des soramimi, ou des effets spéciaux avec des sous-titres soigneusement formés. Le site propose également une fonctionnalité appelée « sous-titres avancés », dans laquelle les utilisateurs peuvent utiliser l'API basée sur ECMAScript pour contrôler la lecture vidéo, changer dynamiquement les sous-titres danmu et dessiner des formes sur l'écran,. Cette fonctionnalité est uniquement disponible avec la permission de l'auteur de la vidéo.
Les danmaku sont faciles à poster. L'utilisateur a juste besoin d'écrire ses pensées dans la barre d'écriture sous la vidéo, et ces commentaires apparaîtront sur la vidéo, se déplaçant généralement de droite à gauche. Si les spectateurs ne veulent pas être distraits par des danmaku, ils peuvent les désactiver facilement à tout moment. Il y a trois types de danmaku proposés sur bilibili, des commentaires glissants, des commentaires du haut et des commentaires du bas. Pour les visiteurs non enregistrés, ils peuvent poster des commentaires de petite ou moyenne taille. Chaque commentaire est limité à 20 caractères et les visiteurs ne peuvent pas écrire sur la page de commentaires habituelle, située sous la vidéo. Les utilisateurs enregistrés, eux, sont libres d'écrire des commentaires de petite à grande taille, limités à 220 caractères. Ils peuvent aussi changer la couleur des danmaku et rédiger sur la véritable page de commentaires de la vidéo. Les utilisateurs de danmaku « professionnels », enfin, peuvent choisir des commentaires « très petits » et « très grands ». Ils peuvent également choisir de déplacer le commentaire de gauche à droite, alors qu'en temps normal celui-ci va de droite à gauche. L'expéditeur de la vidéo a le droit d'effacer ou de sauvegarder tous les commentaires.
Certaines personnes trouvent cela gênant de regarder une vidéo avec des commentaires sur tout l'écran car il y en a tellement qu'elles ne peuvent même plus regarder la vidéo. Sur quelques vidéos populaires comme Sherlock, on peut y retrouver plus de 8 000 commentaires. Mais les gens affirment également que le danmaku permet aux utilisateurs de partager leurs opinions et d'y amener facilement des discussions, ce qui crée un environnement de discussion unique qui donne l'impression au téléspectateur de regarder la vidéo avec le monde entier. Les danmaku sont devenus une culture et une langue spécifiques à Bilibili. L'un des plus souvent vus est le « préavis d'alerte d'énergie forte » (chinois simplifié : 高能預警 ; pinyin : Gāonéng yùjǐng), qui est une sorte de spoiler, pour annoncer au public l'apogée à venir ou quelque chose d'excitant voire des scènes terribles.
Cependant, le ministère de la Culture de la Chine (en) a critiqué les danmaku pour avoir autorisé et diffusé des commentaires vicieux dans la vidéo. Par conséquent, ils garderont un œil sur le système des danmaku et ils essaieront tout pour arrêter de diffuser de l'énergie négative sur Internet.
bilibili expérimente la technologie de lecture vidéo HTML5 et a lancé des applications mobiles pour smartphones pour la lecture sur iOS, Android et Windows Phone.
bilibili dispose également d'une API, permettant aux développeurs tiers d'accéder au contenu du site Web, y compris aux listes de vidéos, aux commentaires, aux sous-titres « danmaku », aux sujets spéciaux et aux programmes diffusés. Le service API est ouvert à l'inscription. Il est limité et nécessite des clés de développeur pour l'authentification.

## Gestion
La société d'exploitation de bilibili se compose d'une équipe de neuf membres tous versés dans la langue et la culture japonaise. Deux sont des développeurs web, y compris Xu Yi lui-même, et les autres sont des éditeurs et des modérateurs de sites Web. Le service de bilibili est entièrement gratuit. Son revenu principal vient de la publicité en ligne et du marketing associé.

### Adhésion
bilibili n'est pas ouvert pour une inscription d'une minute comme d'autres sites, mais ne nécessite généralement pas de paiement. La plupart des contenus sur bilibili sont gratuits pour les visionnages anonymes, alors que certains sont réservés aux membres pour éviter la censure. L'adhésion est requise pour soumettre des vidéos ou des commentaires. bilibili limite la disponibilité des membres pour équilibrer la qualité de sa base d'utilisateurs et sa capacité de modération. La possibilité de s'inscrire est disponible de temps en temps. Depuis mars 2013, le site est ouvert aux inscriptions avec un nombre limité de codes d'invitation envoyés par les utilisateurs existants. Après l'inscription, les utilisateurs doivent compléter un examen de 100 questions pour devenir membres premium, avec des questions qui couvrent principalement les domaines de l'ACG (zh). Le niveau de difficulté est si élevé que les utilisateurs l'appellent « le bac d'Otaku chinois ». Après le 19 mai 2015, bilibili a réduit la difficulté à 50 questions, 20 dont le thème est le mode de commentaire approprié et 30 sur les domaines de choix. Après le 26 février 2017, bilibili a relancé son examen de 100 questions.

### Abonnement
Le 9 octobre 2016, bilibili a lancé un service payant de « grand membre » (大会员, Dà huìyuán). Cet abonnement, pouvant être mensuel, trimestriel ou annuel, permet aux « grands membres » de profiter de la « qualité d'image en alliage de titane » (钛合金画质, Tài héjīn huà zhì) (1080p + résolution native), des expressions dans la zone de commentaires, des images d'en-têtes autonomes dans l'espace et la possibilité de regarder des avant-premières de chaîne sur bilibili. Les membres annuels bénéficient de réductions mensuelles sur la monnaie virtuelle, appelé « B coin » (B币, B bì, « pièce B »), des pseudonymes en roses, des lots avantageux pour certains jeux, remises et autres services,.
Le 7 novembre 2016, il a été annoncé que le système a été révu, le statut de « grand membre » ne peut plus être acheté directement et doit être acquis avec des points membres. Le 4 septembre 2017, bilibili a relancé les achats directs pour le statut de grand membre.
Depuis le 1er janvier 2018, bilibili a adopté un mode de « visionnage avec paiement initial » (付费先看, Fùfèi xiān kàn) pour certaines séries, c'est-à-dire que les épisodes de nouvelles séries sont diffusés et réservés aux comptes disposant du statut de grand membre durant la semaine qui suit leur diffusion. Les autres utilisateurs peuvent accéder au contenu après une semaine. À l'exception du premier épisode dont le visionnage reste gratuit, les autres épisodes d'une série sont exclusifs aux grands membres deux semaines après la fin d'une série. Certaines séries peuvent être directement achetées (avec les B coins).

### Influence du régime communiste chinois
La Ligue de la Jeunesse Communiste (LJC), influence la jeunesse à travers le site Bilibili. Elle utilise la plateforme pour faire la promotion du parti communiste chinois et joue le rôle de contrôle de l'opinion en diffusant un narratif  de critique sur les États-Unis, comme le souligne l'étude  de Ma Xiaoxuan et Anna Strelkova.,

### Suspension de compte
Le 26 février 2017, la fonction de blocage des comptes de bilibili, dit « le Cabinet noir » (小黑屋, Xiǎo hēi wū), a été lancée pour optimiser l'environnement audiovisuel et l'expérience utilisateur, et réguler le contenu du site. Lorsque des administrateurs constatent des abus ou des violations des conditions d'utilisations, les contenus incriminés sont supprimés et les coupables sont punis en conséquence. Une fois que le résultat du traitement est examiné, il est publié sur le Cabinet noir après la suspension/fermeture du compte et est visible par les utilisateurs afin de servir de dissuasion.
Le 15 juin 2017, bilibili a officiellement lancé la fonction de Comité de discipline. N'importe quel utilisateur peut demander à faire partie du comité de discipline tant que son statut de membre sur le site soit de niveau 3 (immédiatement changé au niveau 4 le 16 juin de la même année) ou plus, qu'il n'a pas commis d'infractions les 90 jours suivant sa demande et après une authentification de son nom réel. Les membres du comité de discipline peuvent arbitrer les rapports de violations dans certaines communautés et décider si le comportement est illégal en votant,.

## Communauté
bilibili a ses propres mascottes officielles élues par la communauté, les Bili-tans, nommées « 22 » et « 33 ».
bilibili a également établi des communautés affiliées: Corari (chinois simplifié : 协作乡 ; pinyin : Xiézuò xiāng ; litt. « Ville natale de Collaboration », actuellement hors ligne), une communauté de fondation de projet collaboratif; DrawYoo, une communauté de dessin créatif; The Ninth Channel, un forum de soutien pour bilibili.
En 2015, bilibili compte plus de 50 millions d'utilisateurs dont 75 % ont moins de 24 ans.

## Stratégies de développement

### Stratégies hors ligne

#### Sponsoring
En octobre 2016, bilibili annonce son sponsoring du club chinois de basket-ball Shanghai Sharks, qui est dirigé par Yao Ming. bilibili a choisi ce club comme sujet de sponsoring car ils sont tous les deux originaires de Shanghai ce qui en fait une coopération raisonnable. C'était la première fois que bilibili s'impliquait dans l'industrie du sport en apportant la culture ACG combinée au basket-ball, tentant ainsi d'attirer l'attention de la jeune génération vers le sport et de donner une toute nouvelle image à l'industrie du basketball. Par ailleurs, à la suite de cet investissement, le club a été rebaptisé Shanghai bilibili Sharks,.

### Stratégies en ligne

#### E-sport
En décembre 2017, bilibili a fait l'acquisition d'une équipe d'e-sport, initialement appelée IM pour League of Legends, mais qui a été rebaptisée bilibili Gaming (BLG). BLG est une toute nouvelle équipe à jouer dans la Tencent League of Legends Pro League (LPL) en Chine depuis la huitième saison de compétition sportive du championnat du monde de League of Legends (LOLWC).
Le 7 septembre 2018, Activision Blizzard annonce que bilibili achète une place en Overwatch League pour représenter la ville de Hangzhou. La nouvelle équipe Hangzhou Spark (en) est annoncée le 15 novembre 2018 et participera à la deuxième saison de la ligue en 2019. Le logo, une main en signe de pistolet chargée d'électricité, rappelle l'attaque emblématique de Mikoto Misaka.

#### Achats de droits de diffusion
En janvier 2018, bilibili a acheté les droits de diffusion et les droits sur demande pour la saison de compétition de printemps du LPL, de la LOLWC et League of Legends Rift Rivals (en) de la huitième saison. À cela, bilibili a entrepris d'établir une diffusion globale des « événements sportifs d'équipe hors-ligne » dans l'industrie du sport.